# 2. korpus (Indija)
2. korpus je korpus Indijske kopenske vojske.

## Zgodovina
Korpus je bil ustanovljen 7. oktobra 1971 v Zahodnem Bengalu.

## Organizacija
Trenutna
- Poveljstvo
- 1. oklepna divizija
- 22. pehotna divizija
- 14. RAPID
- 474. inženirska brigada
- 612. mehanizirana samostojna zračnoobrambna brigada